# Bad Girl (singel Pussycat Dolls)
Bad Girl – utwór zespołu The Pussycat Dolls nagrany do filmu „Wyznania zakupoholiczki”. Utwór został wydany 10 lutego 2009 na stronie Amazon. Demo „Bad Girl” zostało nagrane przez Rihannę i Chrisa Browna, jednak to wersja z The Pussycat Dolls została wykorzystana w filmie.